# Canthidium hypocrita
Canthidium hypocrita là một loài bọ cánh cứng trong họ Bọ hung (Scarabaeidae).